# STS-46
إس تي إس-46 (بالإنجليزية: STS-46)‏ الرحلة التاسعة والأربعون ضمن برنامج مكوك الفضاء لوكالة ناسا، والرحلة الثانية عشر على متن مكوك الفضاء أتلانتس، انطلقت الرحلة في 31 يوليو 1992 من مركز كينيدي للفضاء ، وهبطت بتاريخ 8 أغسطس في مركز كينيدي للفضاء أيضاً، بعد ثمانية أيام مكثتها الرحلة في الفضاء، هدف الرحلة استرجاع الناقل الأوروبي التابع لوكالة الفضاء الأوروبية وإعادتة إلى مدارة التشغيلي وتم إنجاز المهمة بنجاح، بلغ عدد الرواد المشاركين في الرحلة سبعة رواد من بينهم أربعة أمريكان وإيطالي وكوستاريكي وسويسري.

## معرض صور

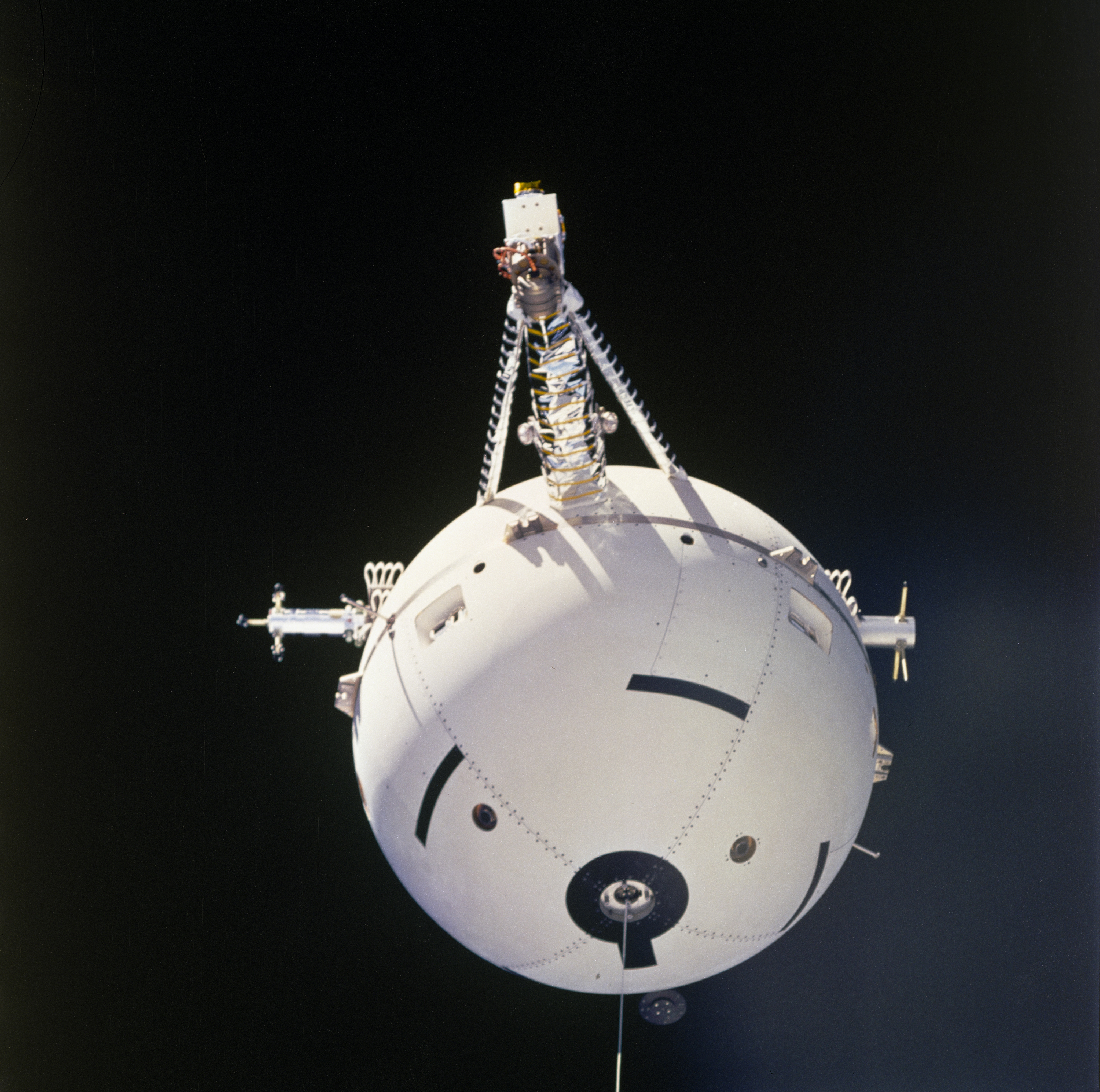
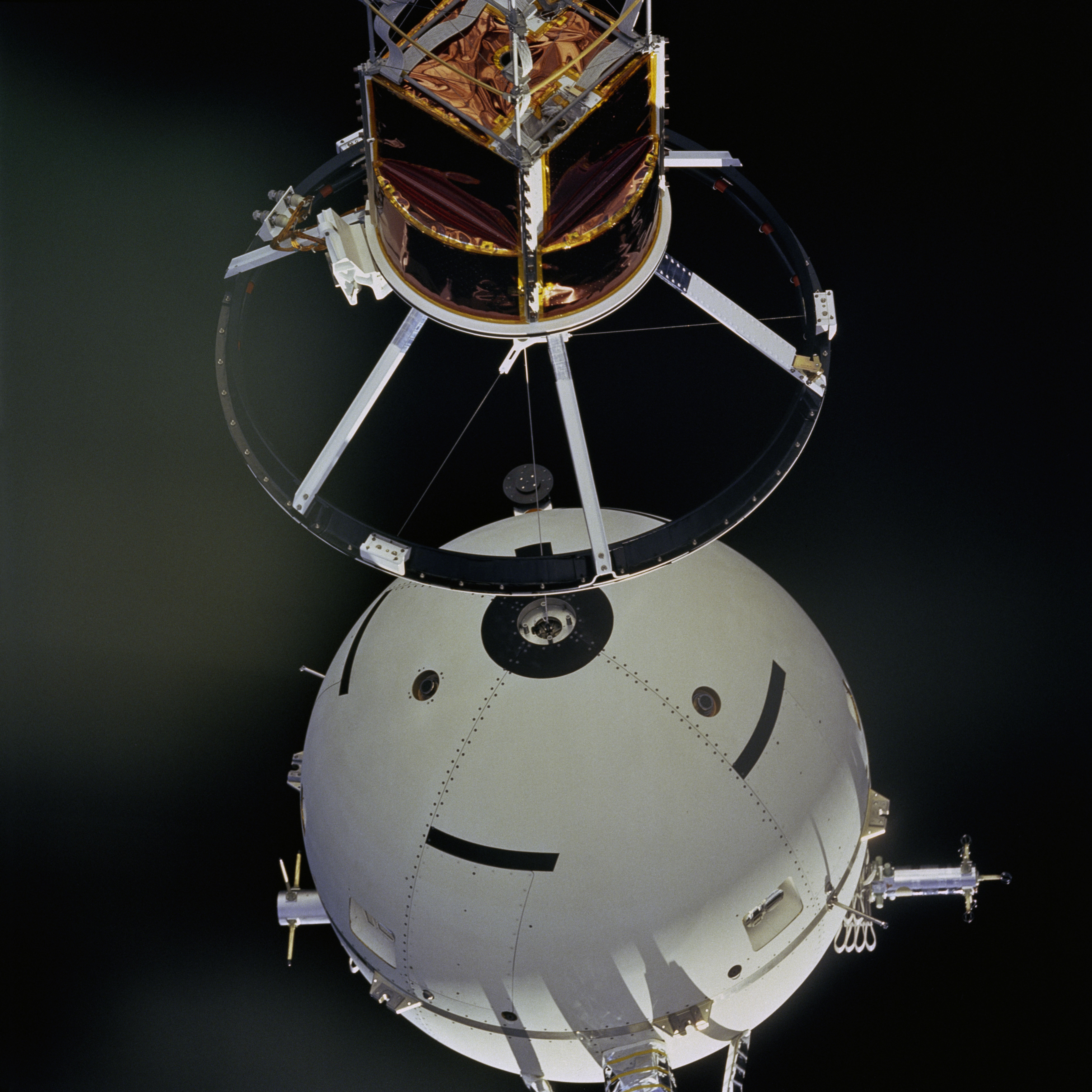
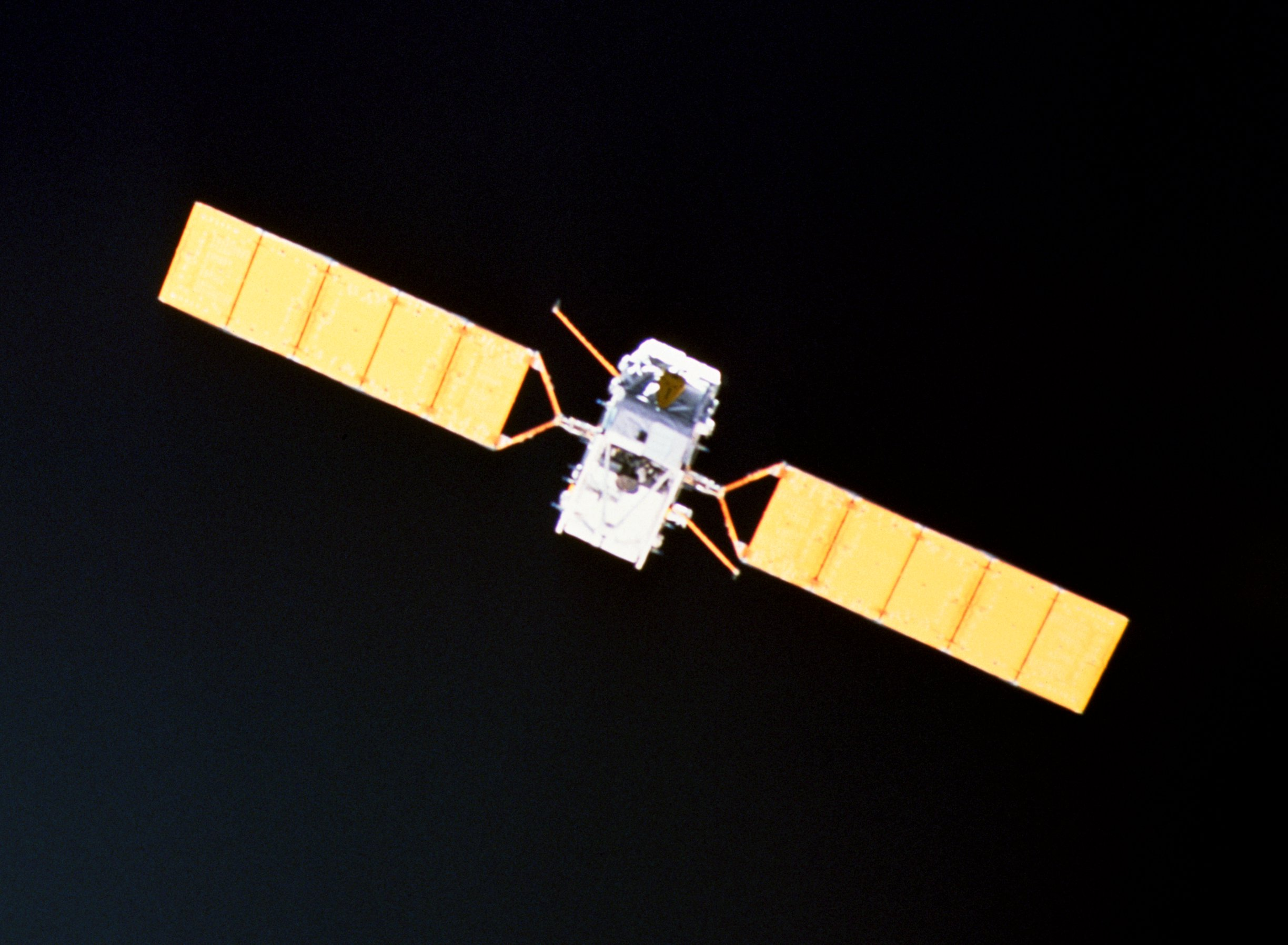
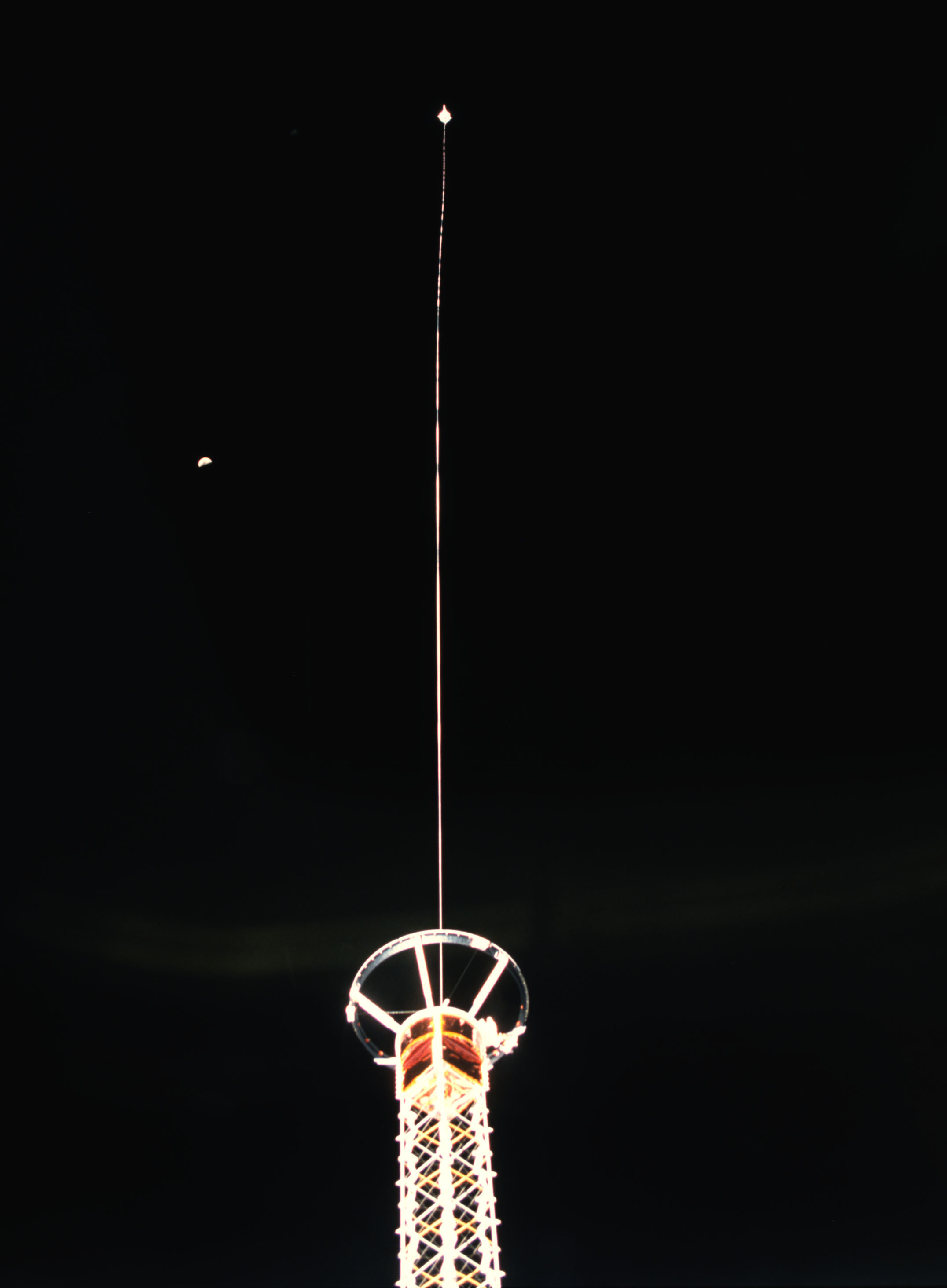